# آرش حجازي
آرش حجازي (بالفارسية: آرش حجازی) (1971، طهران في إيران)؛ طبيب، صحفي، كاتب، مترجم وروائي إيراني.